# 이스케이프 (2015년 영화)
《이스케이프》(영어: No Escape)는 2015년 공개된 미국의 액션 스릴러 영화이다. 원제는 '노 이스케이프'이다.

## 출연

### 주연
- 오웬 윌슨
- 피어스 브로스넌
- 레이크 벨

### 조연
- 스털링 제린스
- 클레어 기어
- 차차와이 카몬삭피탁
- 사하작 본다나킷
- 타나폴 척스리다
- 존 골드니
- 짐 로

## 기타
- 프로듀서: 드류 도들
- 프로듀서: 롭 파리스
- 프로듀서: 애덤 립
- 프로듀서: 데이빗 랜커스터
- 프로듀서: 미셸 리트박
- 협력프로듀서: 크리스 로웬스타인
- 협력프로듀서: 스테파니 윌콕스
- 미술: 커트 비치
- 미술: 어빈더 그레월
- 의상: 애니 블룸
- 섭외: 에이드 벨라스코